# Karl Haggenmacher
Karl Jakob Haggenmacher (* 13. März 1835 in Winterthur; † 8. August 1921 in Budapest) war ein aus der Schweiz stammender ungarischer Mühleningenieur und Erfinder. Im Jahre 1888 erfand er den Plansichter.
Karl Haggenmachers Vater, David Emmanuel Haggenmacher (1795–1862), hatte durch die Erfindung der Pappkartonherstellung das Familienvermögen begründet (Die industrielle Herstellung des Kartonpapiers und Faltschachtelkartons verwendet ähnliche Verfahren wie die Mühlenindustrie).
Zwei ältere Brüder von Karl Haggenmacher waren bereits vor ihm nach Ungarn gegangen und hatten dort unternehmerische Aktivitäten entfaltet: Kaspar Emmanuel (1822–1886) war 1843/44 in Debreczin und dann ab 1851 in Großwardein als Müller tätig war, bis er 1854 in die Schweiz heimkehrte. Heinrich Haggenmacher (1827–1917) kam in den 1850er Jahren nach Ungarn, wo er erst in der Mühlenindustrie und der Bierbrauerei arbeitete.

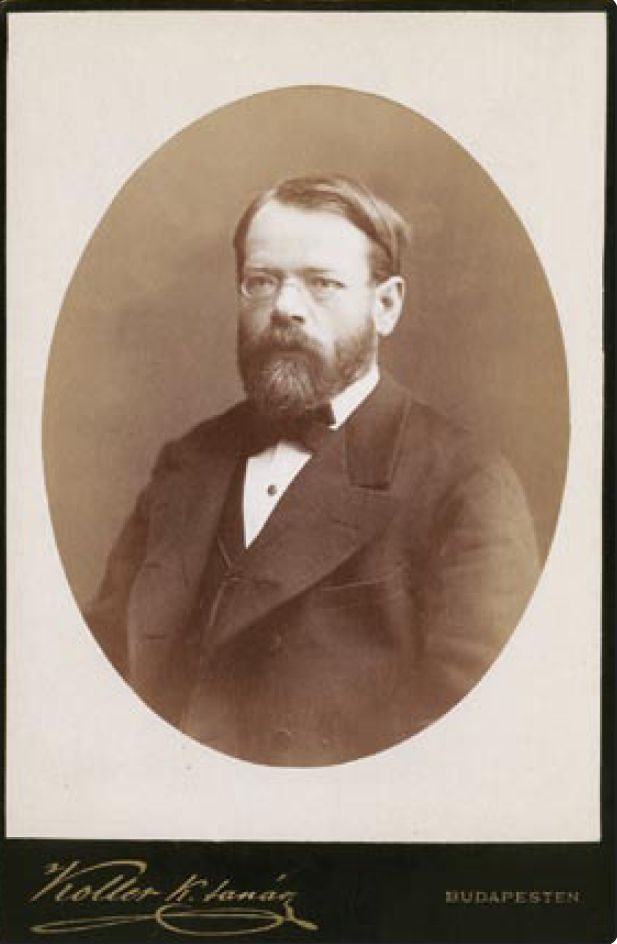
Porträt von Karl Haggenmacher ca. 1875, Werk des Fotografen Karl Koller

## Lebenslauf
Karl Haggenmacher legte seine Prüfungen in der heimatlichen Bürger- und Fachschule mit vorzüglichen Ergebnissen ab, musste aber wegen seiner Kurzsichtigkeit die geplante Feinmechanik-Lehre aufgeben; hernach war er in Heiden als Müllergeselle tätig.
Nach bestandener Meisterprüfung betätigte sich Karl Haggenmacher erst in Tschechien als Müller, um dann 1856 seinem Bruder Heinrich nach Ungarn zu folgen. Dank des Familienvermögens konnten die in Pest lebenden Brüder Karl und Heinrich ihre finanzielle Existenz durch Ankauf, Wiederinstandsetzung und Weiterverkauf heruntergekommener Mühlen sichern und somit ihre Kapitalkraft erhöhen. Erst arbeitete Karl Haggenmacher in der „Teufelsmühle“ seines Bruders Heinrich im Pester Stadtteil Theresienstadt. Im Jahr 1863 finden wir ihn als leitenden Müller im Dienst der Ersten Dampfmühlengesellschaft von Buda und Pest. 1869 heiratete er Julianna Gizella Szalay (1845–1929). Bald danach ernannte man ihn zum Direktor der Technischen und Handelskammer dieser Gesellschaft. Diese Position hat Karl Haggenmacher beinahe 50 Jahre bis zu seinem Tod beibehalten, wobei bis 1870 der junge Julius Maggi sein Stellvertreter war.

## Erfindungen und Patente von Karl Haggenmacher
Haggenmachers Ruhm in der Technikgeschichte wurde durch seine 15 Patente in der Mühlenindustrie begründet. Sein erstes Patent erlangte er 1873, sein letztes 1907. Unter seinen Erfindungspatenten finden sich u. a. eine flache Siebmaschine (Wanne) und eine grieß- oder schrotreinigende Einrichtung. Seinen Weltruhm erlangte er aber durch seinen Plansichter, der seit seiner Patentierung zum unentbehrlichen Teil der Mühlenindustrie wurde. Den Prototyp fertigte der Ingenieur Adolf Fischer in der Budapester Wörner-Fabrik an, wo man bereits im ersten Jahr 200 Mühlsiebe herstellen und europaweit vertreiben konnte. Dank des beträchtlich erweiterten Angebots der Haggenmacher-Mühlen konnte man bald 20 verschiedene Mehl- und Schrotprodukte anbieten. Diese breite Palette der Auswahl wurde seitdem nirgendwo mehr erreicht.

## Seine Stiftungen und wohltätigen Schenkungen
Karl Haggenmacher hat u. a. das reformierte „Bethania“-Waisenhaus gegründet, das im Zweiten Weltkrieg zerstört wurde. Einen beträchtlichen Teil seiner Kunstsammlung verschenkte er dem Budapester Museum für Kunst und Gewerbe. In den von großen finanziellen und geschäftlichen Unsicherheiten gezeichneten 20er Jahren nach dem Ersten Weltkrieg hatte Karl Haggenmacher jedoch 4/5 seines Vermögens einigen Schweizer Wohltätigkeits-Vereinen vermacht.
Karl Haggenmacher war Ehrenmitglied des Ungarischen Mühlengesellschaft.
Nach einem langen und durchaus erfolgreichen Leben hat er am 8. August 1921 in seiner Villa in Buda Selbstmord begangen, wohl als Verzweiflungstat nach seiner Erblindung. Zu letzter Ruhe wurde Karl Haggenmacher auf dem Farkasréti temető (Friedhof Farkasrét) gebettet; sein Ehrengrab findet sich in der 46.–49. Parzelle.